# Maurizio Sandro Sala
Maurizio Sandro Sala est un pilote automobile brésilien né le 27 août 1958 à Sao Paulo (Brésil). Il a couru dans de nombreuses catégories entre 1978 et 2007 (Formule Ford, Formule 3, Formule 3000, Formule Vee, prototype, tourisme...) remportant une trentaine de victoires.

## Carrière
Maurizio commence sa carrière en 1978 en participant au championnat du Brésil de Formule Ford (catégorie 1600) où il remportera une victoire.
En 1980 on le croise lors du championnat local de Formula Super Vee où il sera classé quatorzième.
En 1981 et 1982 il participe de nouveau au championnat brésilien de Formule Ford avant d'émigrer au Royaume-Uni pour continuer la compétition automobile au sein de la même catégorie. Cette stratégie paye puisqu'il sera champion du Royaume-Uni de Formule Ford en 1983 et 1984, ce qui lui permet de passer en Formule 3 (où il sera notamment classé deuxième en 1986).
C'est en 1987 qu'il commence sa carrière en sport-prototype, au Japon avec quelques courses sur LM07 ou Porsche 962C. Il est également inscrit en Formule 3 là-bas et aussi en championnat de voitures de tourisme sur BMW M3 et Ford Sierra RS500 Cosworth.
Il participe pour la première fois aux 24 heures du Mans en 1989, au volant d'une Porsche 962C de Brun Motorsport, aux côtés de Roland Ratzenberger et Walter Lechner mais ils devront abandonner au bout de la quatrième heure à cause d'une crevaison.
Dans les années 1990, Maurizio continue sa carrière en monoplace en Asie (Formule 3 et Formule 3000) et en sport-prototype avec divers engagements au championnat du monde et aux 24 heures du Mans.
En 2004 et 2007 on a pu le croiser lors de quelques courses de stock-car au Brésil.

## Résultats aux 24 Heures du Mans
| Année | Équipe              | Voiture        | Équipiers                                     | Résultat |
| ----- | ------------------- | -------------- | --------------------------------------------- | -------- |
| 1989  | Brun Motorsport     | Porsche 962C   | Roland Ratzenberger Walter Lechner            | Abandon  |
| 1990  | Team LeMans         | Nissan R89C    | Anders Olofsson Takao Wada                    | Abandon  |
| 1991  | Mazdaspeed          | Mazda 787B     | David Kennedy Stefan Johansson                | 6e       |
| 1992  | Mazdaspeed          | Mazda MXR 01   | Yojiro Terada Takashi Yorino                  | Abandon  |
| 1992  | Mazdaspeed          | Mazda MXR 01   | Bertrand Gachot Volker Weidler Johnny Herbert | 4e       |
| 1995  | Gulf Racing         | McLaren F1 GTR | Ray Bellm Mark Blundell                       | 4e       |
| 1996  | Kokusai Kaihatso UK | McLaren F1 GTR | Jean-Denis Deletraz Fabien Giroix             | Abandon  |